# Projektivni polieder
Projektivni polieder (globalni projektivni polieder) je v geometriji teselacija realne projektivne ravnine.
Projektivni poliedri so projektivni analogi sfernih poliedrov, teselacij sfere in toroidnih poliedrov oziroma teselacij toroidov.
Projektivni poliedri se obravnavajo kot eliptične teselacije  ali eliptična tlakovanja. To se nanaša na projektivno ravnino kot  tudi na projektivno eliptično geometrijo, kar je analogno sfernemu tlakovanju. To pa je sopomenka za »sferni polieder«. Izraz eliptična geometrija se uporablja za sferno in projektivno geometrijo. Zaradi tega je v izrazu tudi nekaj dvoumnosti za poliedre. 
Kot celična razgradnja imajo projektivne ravnine  Eulerjevo karakteristiko enako 1. Sferni poliedri pa imajo Eulerjevo karakteristiko enako 2. Oznaka »globalni« se uporablja za to, da jih razlikujemo od lokalnih projektivnih poliedrov, ki so definirani v teoriji abstraktnih poliedrov.
Neprekrivajoči se projektivni poliedri z gostoto 1 odgovarjajo sfernim poliedrom s središčno simetrijo. To je razširjeno obdelano v nadaljevanju.

## Zgledi
Najbolj znani primeri projektivnih poliedrov so pravilni projektivni poliedri, ki so količniki centralno simetričnih platonskih teles: 
- polkocka
- poloktaeder
- poldodekaeder
- polikozaeder

Dobijo se tako, da vzamemo količnik pripadajočih sfernih poliedrov s pripadajočimi antipodnimi točkami, ki določajo nasprotni točki na sferi. 
Ne obstoja pa tetraeder, ki bi ga imenovali  poltetraeder. 

### Polpoliedri
Predpona »hemi-« se nanaša na polpoliedre, ki so uniformni poliedri, ki imajo nekaj stranskih ploskev, ki tečejo skozi središče simetrije. Ker pa to ne definira sfernih poliedrov tudi ne definira projektivnih poliedrov s pomočjo preslikave iz tri razsežnega prostora (za izhodišče odštejemo 1) v projektivno ravnino. 
Od teh uniformnih polpoliedrov je samo tetrahemiheksaeder topološko projektivni polieder, kar lahko preverimo s pomočjo Eulerjeve karakteristike in na izgled jasne povezave z rimsko ploskvijo.

## Posplošitve
Na področju abstraktnih politopov se lahko obravnavajo »lokalno projektivni politopi«. Tako je na primer 11-celica lokalno projektivni politop, ni pa globalno projektivni politop niti ne izvaja teselacije neke mnogoterosti. Ni lokalno evklidska toda je lokalno projektivna. 
V višjih razsežnostih lahko definiramo projektivne politope kot teselacijo projektivnega prostora v za ena manjši razsežnosti. Definiranje k razsežnega projektivnega politopa v n razsežnem projektivnem prostoru ja malo težje, ker definicija politopa v evklidskem prostoru zahteva konveksno kombinacijo točk. 